# Matoeli
De Matoeli (Pyrrhulina filamentosa) is een straalvinnige vissensoort uit de familie van de slankzalmen (Lebiasinidae). De wetenschappelijke naam van de soort is voor het eerst geldig gepubliceerd in 1847 door Valenciennes.
Deze bentopelagische vis wordt 11,1 cm lang en 11,9 g zwaar. Hij leeft in de kustrivieren van Zuid-Amerika tussen de Orinoco en de Amazone, waaronder Suriname, dat de typelocatie is. Hij wordt dikwijls aangetroffen in ondiepe kreken met weinig stroming. Hij komt vaak voor met Copella carsevennensis. De vis is kalm, maar springt soms uit het water. In gevangenschap worden de eieren op de onderkant van een blad gelegd dat uit het water steekt of soms op het glass dicht bij het oppervlak.